# 福岡県道559号原東警固線
福岡県道559号原東警固線（ふくおかけんどう559ごう はらひがしけごせん）は、福岡県福岡市早良区から福岡市中央区に至る一般県道である。

## 概要
福岡市早良区原6丁目から福岡市中央区警固2丁目に至る。全線国道202号と重複するため、路線名を確認することはできない。

### 路線データ
- 起点：福岡県福岡市早良区原6丁目（原交差点、国道202号上、福岡県道558号内野次郎丸弥生線交点）
- 終点：福岡県福岡市中央区警固2丁目（警固交差点、国道202号上、福岡県道31号福岡筑紫野線起点）

## 路線状況

### 通称
- 今宿新道（原交差点 - 荒江交差点、国道202号重複区間内）
- 別府橋通り（荒江交差点 - 赤坂3丁目交差点、国道202号重複区間内）
- 国体道路（赤坂3丁目交差点 - 警固交差点、国道202号重複区間内）

### 重複区間
- 国道202号（福岡市早良区原6丁目・原交差点 - 福岡市中央区警固2丁目・警固交差点（全線））

### 道路施設

#### 橋梁
- 別府橋（樋井川、福岡市城南区 - 福岡市中央区、国道202号重複区間内）

## 地理

### 通過する自治体
- 福岡市（早良区 - 城南区 - 中央区）

### 交差する道路
| 交差する道路                                         | 市町村名 | 市町村名 | 交差する場所 | 交差する場所      |
| ---------------------------------------------------- | -------- | -------- | ------------ | ----------------- |
| 国道202号 重複区間起点 福岡県道558号内野次郎丸弥生線 | 福岡市   | 早良区   | 原6丁目      | 原交差点          |
| 国道263号                                            | 福岡市   | 早良区   | 荒江2丁目    | 荒江交差点        |
| 国道263号                                            | 福岡市   | 城南区   | 荒江1丁目    | 荒江交差点        |
| 福岡県道557号東油山唐人線                            | 福岡市   | 中央区   | 六本松4丁目  | 別府橋交差点      |
| 福岡市道大濠東油山線 / 城南線                        | 福岡市   | 中央区   | 六本松4丁目  | 六本松交差点      |
| 国道202号 重複区間終点 福岡県道31号福岡筑紫野線      | 福岡市   | 中央区   | 警固2丁目    | 警固交差点 / 終点 |

### 沿線
- 福岡市立原小学校
- 福岡県立福岡聴覚特別支援学校
- 福岡県立福岡工業高等学校
- 中村学園大学
- 中村学園大学短期大学部
- 福岡縣護国神社
- 福岡市立警固小学校